# Östasiatiska museet

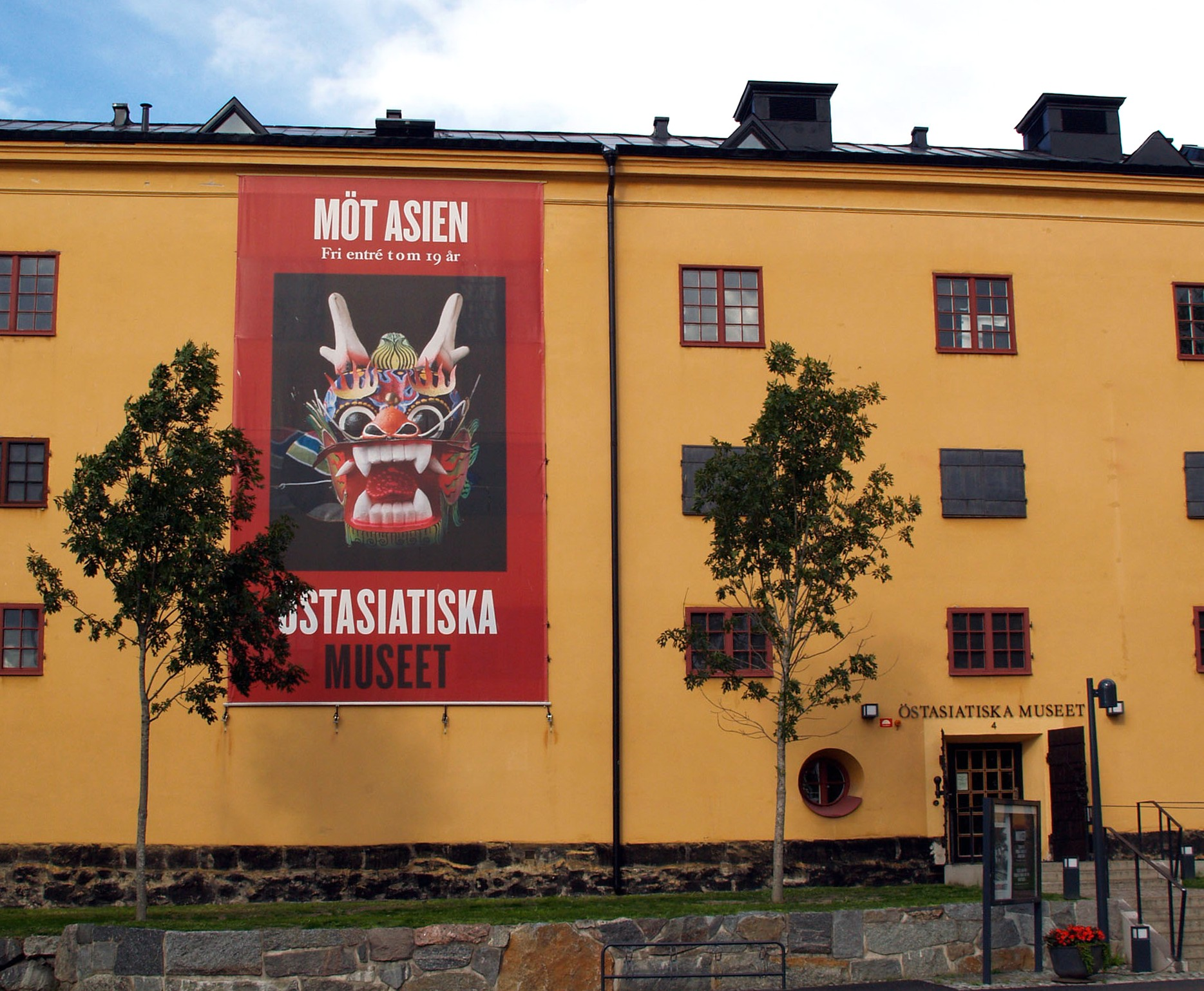
Östasiatiska Museet

Das Östasiatiska museet (Ostasiatisches Museum; Museum of Far Eastern Antiquities) liegt auf der Insel Skeppsholmen in Stockholm und hat einige der umfassendsten Sammlungen in Europa von Kulturgegenständen aus China, Japan, Indien und anderen Teilen Asiens.
Die Sammlungen umfassen heute fast 100.000 Objekte. Der Schwerpunkt liegt auf der Archäologie und der Kunst aus China. Durch Zukäufe und großzügige Spenden hat das Museum auch seine Sammlungen aus Korea, Japan, Indien und Südostasien erweitern können. Außerdem hat es auch eine große ostasiatische Bibliothek, die auch Bücherbestände der Königlichen Bibliothek und der Universitätsbibliothek umfasst.
Die Geschichte des Museums beginnt 1926, als das "Museum of Far Eastern Antiquities" (schwed. Östasiatiska Samlingarna) in Stockholm als staatliches Museum eingerichtet wurde. Den Kern bildeten damals archäologische Sammlungen aus China, die von Johan Gunnar Andersson nach Schweden gebracht wurden.
1959 wurde beschlossen, die Sammlungen von Kunst und Kunsthandwerk aus Ost- und Südasien aus dem Nationalmuseum mit denen der Östasiatiska Samlingarna zusammenzulegen. Das Ergebnis ist das heutige Museum, das 1963 in seiner jetzigen Form eröffnet wurde. Das Hauptgebäude des Museums ist das alte Zeughaus der schwedischen Flotte aus dem Jahr 1700 und befindet sich in der Nähe des Museums für Moderne Kunst und des Architekturmuseums.
Neben den Ausstellungen betreibt das Museum auch Forschung, gibt Publikationen heraus und unterhält pädagogische Einrichtungen.